# تجربه‌پذیری
پذیرای تجربه بودن، بازبودن و یا ‌پذیرنده‌بودن در برابر تجربه (به انگلیسی: Openness to experience) و گاهی به خلاصه، تجربه‌پذیری، یکی از حوزه‌هایی است که در توصیف شخصیت انسان در مدل پنج عاملی مورد استفاده قرار می‌گیرد. تجربه‌پذیری شامل پنج وجه، یا بعد است. از جمله تخیل فعال (فانتزی)، حساسیت نسبت به زیبایی، توجه به احساساتِ درونی، ترجیحِ تنوع و کنجکاوی فکری. بسیاری از تحقیقات روان‌سنجی، نشان داده‌اند که این وجه‌ها یا خصوصیات، به‌طور قابل توجهی با یکدیگر همبسته‌اند؛ بنابراین، تجربه‌پذیری می‌تواند به عنوان یک ویژگیِ شخصیتیِ کلی دیده‌شود که از مجموعه‌ای از ویژگی‌های رفتاری، عادت‌ها و همچنین تمایلات خاص تشکیل شده‌است که در کنار هم جمع می‌شوند.
تجربه‌پذیری، اغلب از نظر آماری، توزیع نرمال دارد. به این معنی که در آن تعداد بسیار کمی از افراد، نمرهٔ بسیار بالا یا بسیار پایین می‌گیرند و نمرهٔ بیشتر افراد در آن متوسط است. افرادی که از نظر تجربه‌پذیری، نمرهٔ کمی می‌گیرند، در برابر تجربه، بسته به حساب می‌آیند. این افراد از نظر دیدگاه و رفتار، معمولاً سنتی و پیرو رسم و رسوم هستند. آنها روال‌های آشنا را به تجربیات جدید ترجیح می‌دهند و عموماً علاقه‌های آن‌ها، طیف محدودی دارد. تجربه‌پذیری رابطهٔ نسبتاً مثبتی با خلاقیت، هوش و دانش دارد. تجربه‌پذیری، با ویژگیِ روانشناختیِ جذب، ارتباط دارد و مانند ویژگی جذب، رابطه‌ای متوسط با تفاوت افراد از نظر سطح هیپنوتیزم‌پذیری‌شان دارد.
رابطهٔ محدود تجربه‌پذیری با جنبه‌های سلامت ذهنی، کمتر از رابطهٔ محدود آن با سایر ویژگی‌های شخصیتی مدل پنج عاملی است. در کل به نظر می‌رسد که تجربه‌پذیری، تا حد زیادی با علائم اختلال‌های روانی بی ارتباط است.

## اندازه‌گیری
تجربه‌پذیری در برابر تجربه، معمولاً با معیارهای خود-اظهاری ارزیابی می‌شود. هرچند برای ارزیابی آن از گزارش‌های همتایان و مشاهده‌های شخص ثالث نیز استفاده می‌شود. معیارهای خود-اظهاری، یا واژگانی هستند یا مبتنی بر بیان شخص. اینکه از کدام معیار از کدام نوع از خوداظهاری استفاده شود، به نتیجه‌یِ ارزیابیِ خصوصیاتِ روانسنجی و محدودیت‌هایِ زمانی و مکانیِ تحقیق مورد بررسی، بستگی دارد.
- معیارهای واژگانی از صفت‌های فردی‌ای استفاده می‌کند که نشانگر تجربه‌پذیری در برابر تجربه هستند، مانند خلاقیت، خردمندی، هنری بودن، فلسفی بودن، و عمیق بودن. گُلدبِرگ (به انگلیسی: Goldberg) در سال ۱۹۹۲،[۷] به عنوان بخشی از نشانگرهای ۱۰۰ کلمه‌ایِ پنج ویژگیِ اصلیِ شخصیتش، یک معیار ۲۰ کلمه‌ای ایجاد کرد، و ساسییِر (به انگلیسی: Saucier) در سال ۱۹۹۴،[۸] به عنوان بخشی از نشانگرهای کوچک ۴۰ کلمه‌ای‌اش، یک معیار ۸ کلمه‌ایِ خلاصه‌تر تهیه کرد. با این حال، در نمونه‌های خارج از آمریکای شمالی، مشخص شد که خصوصیات روانسنجیِ نشانگرهایِ کوچک اصلی ساسیر، تا حدودی بهینه نیستند.[۵] در نتیجه، یک معیار با ساختار اصلاح‌شده تدوین شد تا خصوصیات روان‌سنجی بهتری داشته باشد که به آن، نشانگرهای کوچک انگلیسی بین‌المللی (به انگلیسی: International English Mini-Markers) می‌گویند. نشانگرهای کوچک انگلیسی بین‌المللی، برای ارزیابی تجربه‌پذیری و ابعاد دیگر مدل شخصیتی پنج عاملی، هم در جمعیت آمریکایی و هم به ویژه، بدون جمعیت آمریکایی، اعتبار روان‌سنجیِ خوبی دارد. قابلیت اطمینان داخلی این معیار برای اندازه‌گیری تجربه‌پذیری هم برای افرادی که انگلیسی زبان مادری آن‌ها باشد و هم برای سایر افراد ۰٫۸۴ است.
- معیارهای بیانی از کلمات بیشتری استفاده می‌کنند و از این رو، نسبت به معیارهای واژگانی، در ابزارهای تحقیقی بیشتری به کار می‌روند. به عنوان مثال، مقیاس تجربه‌پذیری (خردمندی) در مخزن بین‌المللی موارد آزمون شخصیت گلدبرگ (به انگلیسی: Goldberg's International Personality Item Pool) ۴۵ کلمه است، در حالی که مقیاس واژگانی ساسیر (به انگلیسی: Saucier) یا تامپسون (به انگلیسی: Thompson) که در سال ۲۰۰۸ ارائه شده‌است، برای تجربه‌پذیری، ۸ کلمه است. نمونه‌هایی از موارد معیارهای بیانی عبارتند از: عشق به فکر کردن به روش‌های جدید انجام کارها یا مشکل داشتن در درک ایده‌های انتزاعی.[۶] دو نمونه از مجموعهٔ معیارهای بیانی عبارتند از: آزمون شخصیت تجدید نظر شدهٔ نئو (به انگلیسی: NEO PI-R) که مبتنی بر مدل پنج عاملی است و آزمون شخصیت تجدید نظر شدهٔ هگزاکو (به انگلیسی: HEXACO-PI-R) مبتنی بر مدل هگزاکو.[۹] در این آزمون‌ها، تجربه‌پذیری در برابر تجربه، یکی از شش بعد شخصیت است که اندازه‌گیری می‌شود و در هر دو آزمون، تجربه‌پذیری در برابر تجربه، دارای چند وجه است. آزمون تجدید نظر شدهٔ نئو، شش وجه را ارزیابی می‌کند که به ترتیب عبارتند از: تجربه‌پذیری در برابر ایده‌ها، احساسات، ارزش‌ها، فانتزی، زیبایی‌شناسی و عمل‌ها. آزمون تجدید نظر شدهٔ هگزاکو، چهار وجه را ارزیابی می‌کند که عبارتند از: کنجکاوی، خلاقیت، درک زیبایی‌شناختی و غیرمتعارف بودن.

تعدادی از تحقیقات نشان داده‌اند که تجربه‌پذیری در برابر تجربه دو زیرمولفهٔ اصلی دارد. یکی مربوط به گرایش به فکرکردن و دیگری مربوط به جنبه‌های تجربیِ تجربه‌پذیری، مانند درک زیبایی‌شناختی و تجربه‌پذیری در برابر تجربیات حسی. به این زیرمولفه‌های فرعی به ترتیب عقل و تجربهٔ تجربه‌پذیری می‌گویند و بین این دو یک همبستگی مثبت و قوی (۵۵/۰ = r) وجود دارد.
براساس تحقیقات سَم گاسلینگ (به انگلیسی: Sam Gosling)، می‌توان با بررسی خانه و فضاهای کاری افراد، میزان تجربه‌پذیری آن‌ها را ارزیابی کرد. افرادی که در برابر تجربه، بسیار باز هستند، اغلب دکوراسیون متمایز و نامتعارف دارند. آنها همچنین احتمالاً در موضوعات متنوعی کتاب دارند و مجموعهٔ متنوعی از موسیقی و آثار هنری را در معرض نمایش قرار می‌دهند.

## جنبه‌های روانشناختی
تجربه‌پذیری در برابر تجربه، هم مولفه‌های انگیزشی دارد و هم مولفه‌های ساختاری. افرادی که از نظر تجربه‌پذیری در سطح بالایی قرار دارند، انگیزه دارند که به دنبال تجربیات جدید باشند و در آزمودن خودشان شرکت کنند. از لحاظ ساختاری، سبک آگاهی آن‌ها روان است و به آنها امکان می‌دهد که بین ایده‌هایی که ارتباط نزدیکی به هم ندارند، ارتباطی بدیع برقرار کنند. در مقابل، افرادی که بسته هستند، با تجربیات آشنا و سنتی راحت‌تر هستند.

### خلاقیت
تجربه‌پذیری در برابر تجربه، آن‌طور که با آزمایش تفکر واگرا اندازه‌گیری می‌شود، از نظر آماری با خلاقیت همبستگی دارد. از آنجایی که هنرمندان حرفه‌ای و دانشمندان در مقایسه با اعضای عمومی جامعه، از نظر تجربه‌پذیری، نمرهٔ بالاتری می‌گیرند، تجربه‌پذیری با خلاقیت هنری و علمی مرتبط دانسته شده‌است.

### هوش و دانش
تجربه‌پذیری در برابر تجربه با هوش همبسته است و ضرایب همبستگی آن در محدودهٔ r = ۰٫۳۰ تا r = ۰٫۴۵ قرار دارد. تجربه‌پذیری در برابر تجربه، نسبتاً با هوش متبلور مرتبط است، اما ارتباط آن با هوش سیال ضعیف است. یک مطالعه که وجه‌های تجربه‌پذیری را بررسی کرده‌است، نشان داد که وجه ایده‌ها و وجه عمل‌ها، با هوش سیال، همبستگی متوسط و مثبت (r = ۰٫۲۰ و r = ۰٫۰۷) دارند. وقتی که افراد مایل به کنجکاوی و پذیرای یادگیری باشند، این توانایی‌های ذهنی ممکن است راحت‌تر به وجود آیند. مطالعات متعددی نشان داده‌است که بین تجربه‌پذیری در برابر تجربه و اطلاعات عمومی ارتباط مثبت وجود دارد. افرادی که از نظر تجربه‌پذیری در سطح بالایی هستند، ممکن است انگیزه بیشتری برای شرکت در فعالیت‌های فکری‌ای داشته باشند که دانش آنها را افزایش می‌دهد. تجربه‌پذیری در برابر تجربه، به ویژه در مورد وجه ایده‌ها، با نیاز به شناخت, یعنی تمایل انگیزشی به فکر کردن در مورد ایده‌ها، موشکافی اطلاعات و لذت بردن از حل پازل‌ها مرتبط است؛ و همچنین با مشغولیت فکری معمولی (ساختاری مشابه به نیاز به شناخت) نیز ارتباط دارد.

### جذب و هیپنوتیزم‌پذیری
تجربه‌پذیری در برابر تجربه به شدت با ساختار روانشناختی غرق‌شدگی ارتباط دارد که بنا به تعریف، معنی آن عبارت است از: «گرایش به داشتن دوره‌هایی از توجه 'کامل' که منابع حضوری فرد (مانند منابع ادراکی، عملی، تخیلی و ایده‌آل‌گرایانه) را به‌طور کامل مشغول کند.» ساختار جذب به منظور برقراری ارتباط بین تفاوت‌های فردی از نظر هیپنوتیزم‌پذیری، با جنبه‌های وسیع‌تر شخصیت، توسعه یافته‌است. به دلیل مستقل بودن جذب از برون‌گرایی و روان‌رنجوری، توسعهٔ مفهوم تجربه‌پذیری در برابر تجربه، توسط کاستا (به انگلیسی: Costa) و مک‌کری (به انگلیسی: McCrae)، در مدل نئوی اصلی آنها، توسط ساختار جذب، تحت تأثیر قرار گرفته‌است. به نظر می‌رسد که تجربه‌پذیری یک فرد برای جذب شدن در تجربیات، نیاز به تجربه‌پذیری عمومی‌تر و بیشتری در برابر تجربیات جدید و غیرمعمول دارد. تجربه‌پذیری در برابر تجربه، مانند جذب، همبستگی مثبت متوسطی با تفاوت‌های فردی از نظر هیپنوتیزم‌پذیری دارد. تجزیه و تحلیل عاملی نشان داده‌است که وجه‌های فانتزی، زیبایی‌شناختی و احساسات از پذیرا بودن، ارتباط نزدیکی با جذب دارند و هیپنوتیزم‌پذیری را پیش‌بینی می‌کنند، در حالی که سه وجه دیگر، یعنی ایده‌ها، عمل‌ها و ارزش‌ها تا حد زیادی با این ساختارها بی ارتباط هستند. این یافته نشان می‌دهد که پذیرای تجربه بودن، ممکن است دو زیرمولفهٔ متمایز و در عین حال مرتبط داشته باشد: یکی مربوط به جنبه‌های توجه و آگاهی که توسط وجه‌های خیال، زیبایی‌شناسی و احساسات ارزیابی شده‌است و دیگری مربوط به کنجکاویِ فکری و لیبرالیسم اجتماعی/سیاسی که توسط سه وجه دیگر ارزیابی شده‌است. با این حال، همهٔ اینها، به یک معنا، موضوعی مشترک از «تجربه‌پذیری» را در خود دارند. این دیدگاه دو بعدی از پذیرای تجربه بودن به ویژه با هیپنوتیزم‌پذیری مربوط است. اما، هنگامی که معیارهای بیرونی دیگر، غیر از هیپنوتیزم‌پذیری، در نظر گرفته شود، ممکن است یک ساختار ابعادی متفاوت نیز آشکار شود. به عنوان مثال، کنجکاویِ فکری، ممکن است در برخی زمینه‌ها با لیبرالیسم اجتماعی/سیاسی ارتباطی نداشته باشد.

### رابطه با سایر ویژگی‌های شخصیتی
اگرچه عوامل موجود در مدل پنج عاملی مستقل فرض شده‌اند، اما آن‌طور که در آزمون شخصیت تجدید نظر شدهٔ نئو (به انگلیسی: NEO PI-R) ارزیابی می‌شود، تجربه‌پذیری در برابر تجربه و برونگرایی، همبستگی مثبت قابل توجهی با هم دارند. تجربه‌پذیری با احساس جویی، همبستگیِ متوسط و مثبت دارد، به ویژه با وجه تجربه‌طلبی آن. با این وجود، استدلال می‌شود که تجربه‌پذیری در برابر تجربه، همچنان یک بعد شخصیتی مستقل از ویژگی‌های شخصیتیِ دیگر است، چرا که بیشتر تفاوت‌ها در ویژگی‌های شخصیتی را نمی‌توان با همپوشانیِ تجربه‌پذیری با این ساخت‌های دیگر توضیح داد. یک مطالعه که پرسشنامهٔ خلق‌وخوی و شخصیت را با مدل پنج عاملی مقایسه کرده‌است، نشان داده‌است که میزان پذیرش تجربه، به‌طور قابل توجهی با خودوراروی (یک ویژگی «معنوی»، رفتن فرای خود) و به میزان کمتری با نوآوری‌جویی (از نظر مفهومی شبیه به احساس‌جویی) رابطهٔ مثبت دارد و همچنین با آسیب‌گریزی، همبستگی منفی متوسطی دارد. آزمون شخصیت مایرز–بریگز (به انگلیسی: Myers–Briggs Type Indicator) که به شاخص MBTI نیز معروف است، ترجیح دادن «شهود» را اندازه می‌گیرد که با تجربه‌پذیری در برابر تجربه مرتبط است. رابرت مک‌کری (به انگلیسی: Robert McCrae) خاطرنشان کرده‌است که مقیاس احساسی بودن در شاخص مایرز-بریگز در مقابل مقیاس شهودی بودن آن «بین ترجیح واقعی، ساده و متعارف بودن و ترجیح ممکن بودن، پیچیدگی و اصیل بودن، تفاوت ایجاد می‌کند» و بنابراین شبیه معیارهای تجربه‌پذیری در برابر تجربه است.

### طرز برخوردهای اجتماعی و سیاسی
این ویژگی شخصیتی، ار نظر اجتماعی و سیاسی، تأثیراتی دارد. افرادی که در برابر تجربه بسیار باز هستند، به آزادی‌خواهی (لیبرال‌بودن) و تحملِ تنوع، گرایش دارند. در نتیجه، آنها عموماً بیشتر پذیرای فرهنگ‌ها و شیوه‌های زندگیِ مختلف هستند. سطحِ گرایش‌هایی مانند قوم گرایی، اقتدارگرایی راست گرایانه, تسلطِ-اجتماعی-گرایی و پیش‌داوری در این افراد پایین‌تر است. تجربه‌پذیری، نسبت به سایر ویژگی‌های شخصیتیِ مدل پنج عاملی، با اقتدارگراییِ راست گرایانه، رابطهٔ (منفی) قوی‌تری دارد. این رابطه با ویژگیِ شخصیتی وظیفه‌شناسی یک رابطهٔ مثبتِ متوسط دارد و ارتباط آن با سایر ویژگی‌ها، ناچیز است. ارتباطِ تجربه‌پذیری با تسلطِ-اجتماعی-گرایی (منفی) در مقایسه با ارتباط توافق‌پذیری با تسلطِ-اجتماعی-گرایی (کم)، به مراتب کوچکتر است (ارتباط سایر ویژگی‌های شخصیتی ناچیز است). تجربه‌پذیری، نسبت به سایر ویژگی‌های شخصیتیِ مدل پنج عاملی، رابطه قوی‌تری (منفی) با پیش‌داوری دارد (توافق‌پذیری، رابطهٔ منفیِ ملایم‌تری دارد و ارتباط سایر ویژگی‌های شخصیتی، ناچیز است). با این حال، در مقایسه با تجربه‌پذیری یا هر یک از ویژگی‌های شخصیتی دیگر در مدل پنج عاملی، اقتدارگراییِ راست گرایانه و تسلطِ-اجتماعی-گرایی، هر دو خیلی قوی‌تر (مثبت) با پیش‌داوری ارتباط دارند. تحقیقات اخیر استدلال کرده‌اند که ممکن است رابطهٔ بین تجربه‌پذیری و پیش‌داوری، ممکن است پیچیده‌تر باشد، زیرا پیش‌داوریِ مورد بررسی، پیش‌داوری در مورد گروه‌های نامتعارف و دارای وضعیتِ سطح پایین‌تر (مانند اقلیت‌های جنسی و قومی) بوده و با در نظر گرفتنِ دیدگاه‌های متناقضی که در جهان وجود دارد، افرادی که از نظر تجربه‌پذیری در سطح بالایی هستند هم، همچنان ممکن است این گروه‌ها را تحمل نکنند.
در رابطه با محافظه‌کاری، مطالعات نشان داده‌اند که محافظه‌کاریِ فرهنگی با سطح پایین تجربه‌پذیری و تمام وجه‌های آن مرتبط است، اما محافظه‌کاری مالی با تجربه‌پذیری کامل، ارتباطی ندارد و تنها با وجه زیبایی‌شناسی و وجه ارزش‌ها، رابطهٔ ضعف و منفی دارد. قویترین پیش‌بینی کنندهٔ شخصیتی برای محافظه‌کاری مالی، توافق‌پذیری کم بود (۲۳.۰- = r). محافظه‌کاری مالی، بیشتر مبتنی بر ایدئولوژی است، در حالی که به نظر می‌رسد محافظه‌کاری فرهنگی، بیشتر روانشناختی باشد تا ایدئولوژیک و ممکن است بازتاب اولویت دادن به آداب ساده، پایدار و آشنا باشد.

### سلامت ذهنی و سلامت روان
مشخص شده‌است که تجربه‌پذیری در برابر تجربه، ارتباط متوسط و در عین حال، معناداری با شادی، عواطف مثبت و کیفیت زندگی دارد و به‌طور عام، ارتباطی با رضایت از زندگی، عواطف منفی و عواطف کلی در افراد ندارد. رابطهٔ تجربه‌پذیری با وجه‌های سلامت ذهنی، اغلب نسبت به رابطهٔ آن با وجه‌های ویژگی‌های شخصیتی در مدل پنج عاملی، یعنی برون‌گرایی، روان‌رنجوری، وظیفه‌شناسی و توافق‌پذیری، رابطهٔ ضعیف‌تری است. پس از کنترل عوامل مخدوش کننده، یافته‌ها نشان می‌دهد که در افراد بالغ بزرگسال‌تر، تجربه‌پذیری، با رضایت از زندگی مرتبط است. به نظر می‌رسد که تجربه‌پذیری عموماً با وجود اختلالات روانی ارتباطی ندارد. فراتحلیل روابط بین ویژگی‌های شخصیتی در مدل پنج عاملی و علائم اختلال‌های روانشناسی نشان داده‌است که هیچ‌یک از گروه‌های تشخیصی مورد بررسی، از نظر معیارهای سلامت مربوط به تجربه‌پذیری در برابر تجربه با هم فرق نمی‌کردند.

### اختلال‌های شخصیت
حداقل سه جنبه از تجربه‌پذیری با درک اختلال‌های شخصیتی مرتبط است: تحریف‌های شناختی، تکانشگری و کمبود بینش. مشکلات مربوط به تجربه‌پذیری زیاد که می‌تواند باعث ایجاد مشکلاتی با عملکرد اجتماعی یا حرفه‌ای شود عبارتند از خیال‌پردازیِ بیش از حد، تفکر عجیب و غریب، هویت پراکنده، اهداف ناپایدار و عدم مطابقت با خواسته‌های جامعه.
تجربه‌پذیری زیاد، مشخصهٔ اختلال شخصیت اسکیزوتایپال (عجیب و غریب و تکه‌پاره فکرکردن)، اختلال شخصیت خودشیفته (ارزش دادن بیش از حد به خود) و اختلال شخصیت پارانوئید (حساسیت به خصومت خارجی) است. عدم بینش (که تجربه‌پذیری کم را نشان می‌دهد) مشخصهٔ همه اختلالات شخصیت است و می‌تواند تداوم الگوهای رفتاری ناسازگار را توضیح دهد.
مشکلات مرتبط با تجربه‌پذیریِ کم، مشکلات در سازگاری با تغییر، تحمل کم برای جهان‌بینی یا سبک‌های زندگی متفاوت، کاهش در نشان دادن عواطف، نارسایی هیجانی و طیف محدود علاقه‌ها است. خشکی فکر، بدیهی‌ترین جنبهٔ (کمی) تجربه‌پذیری در بین اختلالات شخصیتی است و عدم آگاهی فرد از تجربیات عاطفی را نشان می‌دهد. این موضوع، مهمترین مشخصهٔ اختلال شخصیت وسواسی-جبری است و نقطهٔ مقابل آن که به عنوان تکانشگری شناخته می‌شود، مشخصهٔ اختلال‌های شخصیت اسکیزوتایپال و مرزی است. (منظور از تکانشگری در اینجا جنبه‌ای از تجربه‌پذیری است که تمایل به رفتار غیرمعمول یا اوتیستیک را نشان می‌دهد).

### دینداری و معنویت
تجربه‌پذیری در برابر تجربه، روابط متفاوتی با انواع مختلف دینداری و معنویت دارد. دینداری عمومی با تجربه‌پذیریِ کم، ارتباط ضعیفی دارد. بنیادگراییِ دینی، با تجربه‌پذیریِ کم، رابطه نسبتاً اساسی‌ای دارد. تجارب عرفانیای که در اثر استفاده از سایلوسایبین (مادهٔ مخدری که در مجیک ماشروم وجود دارد) به وجود آمدند، نشان داده‌اند که این ماده، میزان تجربه‌پذیری را به میزان قابل توجهی افزایش می‌دهد (به قسمت «استفاده از مواد مخدر» در زیر مراجعه کنید).

### جنسیت
در مطالعه‌ای که تفاوت‌های جنسیتی در پنج ویژگی شخصیتیِ مدل پنج عاملی در ۵۵ کشور را بررسی کرده‌است، نشان داده شد که در ملل مختلف، تفاوت‌های ناچیزی بین زنان و مردان از نظر تجربه‌پذیری در برابر تجربه وجود دارد. در مقابل، در بین ملل مختلف، زنان به‌طور متوسط از نظر روان‌رنجوری، برونگرایی، توافق‌پذیری و وجدانی‌بودن، به‌طور قابل توجهی بالاتر از مردان بودند. از نظر تجربه‌پذیری، در ۸ فرهنگ، مردان به‌طور قابل توجهی بالاتر بودند، اما در ۴ فرهنگ دیگر، زنان به‌طور قابل توجهی بالاتر از مردان بودند. اگرچه مطالعهٔ ۵۵ کشور، وجه‌های فردی را ارزیابی نمی‌کرد، تحقیقات قبلی نشان داد که زنان اغلب در وجه احساسات بالاتر هستند، در حالی که مردان در وجه ایده‌ها (اندیشه‌ها) بالاتر هستند.

### به یاد آوردن رؤیا
یک مطالعه در مورد تفاوت‌های فردی از نظر فراوانیِ به یاد آوردن رؤیا، نشان داد که تجربه‌پذیری در برابر تجربه، تنها ویژگیِ شخصیتی در مدل پنج عاملی است که با به یاد آوردن رؤیا، ارتباط دارد. فراوانیِ به یاد آوردن رؤیا، به ویژگی‌های شخصیتیِ مشابه، از جمله جذب و گسستگی مربوط دانسته شده‌است. رابطهٔ بین به یاد آوردن رؤیا و این ویژگی‌های شخصیتی، به عنوان گواهی بر درستیِ نظریه استمرار آگاهی (به انگلیسی: continuity theory of consciousness) در نظر گرفته شده‌است. به‌طور مشخص، افرادی که در طول روز تجربیات واضح و غیرمعمول دارند، مانند افرادی که در این ویژگی‌های شخصیتی (یعنی جذب و گسستگی) در سطح بالایی قرار دارند، اغلب قسمت بیشتری از رؤیای خود را به یاد می‌آورند و از این رو در به یاد آوردن رؤیا وضعیت بهتری دارند.

### تمایلات جنسی
تجربه‌پذیری به بسیاری از جنبه‌های تمایلات جنسی مربوط می‌شود. مردان و زنانی که از نظر تجربه‌پذیری در سطح بالایی قرار دارند، نسبت به رابطهٔ جنسی، آگاه‌تر هستند، تجربه‌های جنسی گسترده‌تر و محرکه‌های جنسی قوی‌تری دارند و نگرش جنسی آزادانه‌تری دارند. در زوج‌های متأهل، میزان تجربه‌پذیری زن‌ها و نه شوهرها، به رضایت جنسی مربوط است. این مسئله ممکن است به این دلیل باشد که زن‌های باز، بیشتر مایل به امتحان کردن انواع تجارب جدید جنسی هستند و این موضوع، منجر به رضایت بیشتر هر دو نفر می‌شود. در مقایسه با دگرجنسگرایان، افرادی که همجنسگرا، بی‌جنس‌گرا یا دوجنس‌گرا هستند - به‌خصوص دوجنسگراها - از نظر متوسط تجربه‌پذیری، در سطح بالاتری قرار می‌گیرند.

## ژن‌ها و فیزیولوژی
باور بر این است که تجربه‌پذیری در برابر تجربه، مانند سایر ویژگی‌های شخصیتی در مدل پنج عاملی، یک مؤلفهٔ ژنتیکی دارد. دوقلوهای یکسان (که دارای دی‌ان‌ای یکسان هستند)، حتی وقتی در خانواده‌های مختلفی به فرزندخواندگی پذیرفته شده‌اند و در محیط‌های بسیار متفاوتی پرورش یافته‌اند، نمرات مشابهی را از نظر تجربه‌پذیری در برابر تجربه نشان می‌دهند. در یک مطالعه ژنتیکی با مشارکت ۸۶ فرد، مشخص شد که تجربه‌پذیری در برابر تجربه، با پلی مورفیسم 5-HTTLPR که قسمتی از ژن مرتبط با پروتئین حامل سروتونین است، مرتبط است.
سطوح بالاتر از تجربه‌پذیری، با فعالیت در سیستم دوپامینرژیکِ صعودی و قشر خلفی‌جانبی پیش‌پیشانی مربوط است. تجربه‌پذیری تنها ویژگیِ شخصیتی است که با آزمایش‌های عصب‌روان‌شناسیِ عملکردِ قشرِ خلفی‌جانبیِ پیش‌پیشانی، ارتباط دارد. این موضوع، در تئوری، از وجود ارتباط بین تجربه‌پذیری، عملکرد شناختی و ضریب هوشی، پشتیبانی می‌کند.

## جغرافیا
یک مطالعه در ایتالیا نشان داد که افرادی که در جزایر تیرنی زندگی می‌کردند، اغلب نسبت به افرادی که در سرزمین اصلی زندگی می‌کردند، کمتر در برابر تجربه باز بودند و افرادی که اجداد آنها، برای بیست نسل در این جزایر ساکن بودند، نسبت به تازه واردان، اغلب کمتر در مقابل تجربه باز بودند. علاوه بر این، افرادی که از جزایر به سرزمین اصلی مهاجرت کرده بودند، نسبت به افرادی که در جزایر مانده بودند و همچنین، نسبت به کسانی که به این جزایر مهاجرت کرده‌بودند، اغلب بیشتر در برابر تجربه باز بودند.
افرادی که در مناطق شرقی و غربی ایالات متحده زندگی می‌کنند، نسبت به افرادی که در مناطق غرب‌میانه و جنوب ایلات متحده زندگی می‌کنند، اغلب بیشتر در برابر تجربه باز هسند. بالاترین میانگین نمرات تجربه‌پذیری در ایالت‌های نیویورک، اورِگن، ماساچوست، واشینگتن و کالیفرنیا دیده شده‌است. کمترین میانگین نمرات در داکوتای شمالی، وایومینگ، آلاسکا، آلاباما و ویسکانسین هستند.

## استفاده از مواد مخدر
در اوایل دههٔ ۱۹۷۰، روانشناسان از مفهوم تجربه‌پذیری در برابر تجربه برای توصیف افرادی استفاده کردند که احتمال استفاده از ماری‌جوانا در آنها بیشتر بود. در این مطالعات، تجربه‌پذیری، با خلاقیت بالا، ماجراجو بودن، جستجو برای احساساتِ درونیِ نوین و اقتدارگرایی پایین تعریف شده بود. چندین مطالعهٔ همبستگی تأیید کردند که جوانانی که در این خوشه از ویژگی‌هایِ شخصیتی از نمرهٔ بالایی برخوردارند، بیشتر از ماری جوانا استفاده می‌کنند. تحقیقات جدیدتر، با استفاده از معیارهای معاصر تجربه‌پذیری، به همین یافته‌ها رسیده‌است.
مطالعات بین-فرهنگی نشان داده‌است که در فرهنگ‌هایی که در آنها تجربه‌پذیری در برابر تجربه زیاد است، میزان استفاده از مواد مخدراکستازی بالاتر است. اگرچه یک مطالعه در سطح فردی در هلند، در مقایسهٔ کسانی که از مواد مخدر استفاده می‌کنند و کسانی که استفاده نمی‌کنند، هیچ تفاوتی در میزان تجربه‌پذیری پیدا نکرد. مصرف‌کنندگان اکستازی، نسبت به کسانی که اکستازی مصرف نمی‌کردند، اغلب برونگرایی بالاتر و وجدانی‌بودن کمتری داشتند.
یک تحقیق در سال ۲۰۱۱ مشخص کرد که تجربه‌پذیری (و نه سایر ویژگی‌های شخصیتی) در اثر استفاده از سایلوسایبین افزایش می‌یابد و اثر آن حتی تا ۱۴ ماه بعد هم باقی می‌ماند. این تحقیق، به این نتیجه رسید که تفاوت‌های فردی در تجربهٔ عرفانی افراد، در زمانی که از سایلوسایبین استفاده می‌کردند، با افزایش سطح تجربه‌پذیری، همبسته است. میانگین تجربه‌پذیری، در شرکت‌کنندگانی که با معیارهای یک «تجربهٔ عرفانی کامل» انطباق داشتند، افزایش چشمگیری داشت، در حالی که آن دسته از شرکت‌کنندگان که با معیارها انطباق نداشتند، هیچ تغییری در میزان تجربه‌پذیری نشان ندادند. پنج مورد از شش وجه تجربه‌پذیری (همهٔ وجه‌ها به جز وجه عمل‌ها) نشان دادند که این الگوی افزایش، به داشتن تجربهٔ عرفانی، مربوط است. افزایش میزان تجربه‌پذیری (هم وجه‌های آن و هم از نظر امتیاز کل) در بین افرادی که تجربه عرفانی کاملی داشتند، بیش از یک سال پس از مصرف دارو حفظ شد. شرکت‌کنندگانی که تجربهٔ عرفانی کاملی داشتند، بیش از ۴ نمره، امتیاز T (آزمون آماری تی-استیودنت) بین سطح پایه و پیگیری را تغییر دادند. در مقایسه، مشخص شد که میزان تجربه‌پذیری با افزایش سن در هر دهه از عمر، به اندازهٔ یک نمره از امتیاز T کاهش می‌یابد.